# Richterswil
Richterswil er en by i det nordøstlige Schweiz med 13.407 (2017) indbyggere. Byen ligger i Kanton Zürich, ved bredden af Zürichsøen.